# Adam Seebach
Adam Seebach (Zeback), född i Frindenburgh uthi Kärndten, död 1664 i Nyköping, var en tysk-svensk målare.
Han var från 1631 gift med Böriel Börielson. Av religiösa skäl lämnade Seebach och hans son hemorten och kom till Sverige tillsammans med en greve Eberstein på 1620-talet. Han var från 1627 bosatt i Nyköping och räknades tillsammans med Jacob Elbfas, Carl Höyer och Johan Assman till 1600-talets bättre porträttmålare. 
Han anlitades av riksamiralen Carl Carlsson Gyllenhielm för att för dennes porträttgalleri utföra ett flertal porträttkonterfej i naturlig storlek samt för fru Gyllenhielm tolv stycken små tavlor. Han var troligen anlitad av den övriga adeln i trakten. Han skänkte 1636 ett numera försvunnet porträtt av Gustav II Adolf till Nikolaikyrkan i Nyköping och 1644 målade han urtavlorna på Maria Magdalena kyrka i Stockholm. Enligt Karl Gustafs räkenskaper erhöll han betalning för en fana till Johan Casimirs begravning och för änkedrottning Maria Eleonora på Nyköpings hus utförde han en mängd arbeten av hantverksmässigt art samt konterfejer. Han fick 1652 ett arvode för dekorationsmålningen av Swen Starres likkista och man vet att hans tjänster togs i anspråk av drottningen 1654–1655. 
Av Seebachs produktion finns inga säkra arbeten bevarade och man vet därför inte om hans porträtt var original eller kopior efter Elbfas eller andra konstnärer verksamma vid tiden. Han tillskrivs dock en midjebild av Gyllenhielm på Gripsholms slott och ett dubbelporträtt av barnen Gyllenstierna på Tyresö slott i Södermanland.